# Mastododera velutina
Mastododera velutina är en skalbaggsart som beskrevs av Jean François Villiers 1982. Mastododera velutina ingår i släktet Mastododera och familjen långhorningar.
Artens utbredningsområde är Madagaskar. Inga underarter finns listade i Catalogue of Life.